# Wout Weghorst
Wout François Maria Weghorst (Borne, Overijssel, 7 de agosto de 1992) es un futbolista neerlandés que juega como delantero en el A. F. C. Ajax de la Eredivisie.

## Trayectoria
Debutó con el F. C. Emmen en la temporada 2012-13. Tras dos campañas, en las que jugó sesenta y dos partidos en la liga y marcó diecinueve goles, se trasladó al Heracles Almelo. En dos temporadas en el club, disputó sesenta y ocho encuentros por la liga y anotó veintidós goles. A pesar de tener contrato hasta 2017 con el Heracles Almelo, en julio de 2016 Weghorst fichó por el AZ Alkmaar hasta 2020. El 31 de enero de 2018 le anotó un doblete al PEC Zwolle y llegó a ocho goles en la Copa de los Países Bajos, en solo cuatro partidos. El 7 de febrero le marcó dos tantos al F. C. Twente en la victoria 4:0 por la liga.
En junio de 2018 se hizo oficial su fichaje por el VfL Wolfsburgo. En su etapa en los lobos marcó 59 veces en 118 partidos de 1. Bundesliga antes de ser traspasado el 31 de enero de 2022 al Burnley F. C. No pudo ayudar al equipo a lograr la permanencia en la Premier League, por lo que en julio fue cedido una temporada al Beşiktaş J. K. Esta cesión se canceló en enero para completar la campaña, también a préstamo, en el Manchester United F. C. La siguiente volvió a acumular una nueva cesión, esta vez en el TSG 1899 Hoffenheim.
El 29 de agosto de 2024 se hizo oficial su vuelta a los Países Bajos después de fichar por el Ajax de Ámsterdam hasta 2026.

## Selección nacional
Ha sido internacional con la selección de fútbol de los Países Bajos. Participó en la Eurocopa 2020, torneo en el que marcó uno de los goles del triunfo ante Ucrania en la fase de grupos. También acudió al Mundial 2022, donde marcó dos tantos en los cuartos de final ante Argentina que sirvieron para empatar un encuentro en el que fueron derrotados en la tanda de penaltis.
En dicho partido fue conocido su intercambio verbal con Messi quien le expresa ante las cámaras: ¿Que mira' Bobo? ¡Anda pa allá!

### Participaciones en Copas del Mundo
| Copa                           | Sede  | Resultado        | Partidos | Goles |
| ------------------------------ | ----- | ---------------- | -------- | ----- |
| Copa Mundial de Fútbol de 2022 | Catar | Cuartos de final | 4        | 2     |

### Participaciones en Eurocopas
| Eurocopa      | Sede     | Resultado        | Partidos | Goles |
| ------------- | -------- | ---------------- | -------- | ----- |
| Eurocopa 2020 | Europa   | Octavos de final | 4        | 1     |
| Eurocopa 2024 | Alemania | Semifinales      | 6        | 1     |

### Goles internacionales
| #  | Fecha                    | Lugar                                                 | Rival     | Marcador | Resultado    | Competición                         |
| -- | ------------------------ | ----------------------------------------------------- | --------- | -------- | ------------ | ----------------------------------- |
| 1  | 6 de junio de 2021       | De Grolsch Veste, Enschede, Países Bajos              | Georgia   | 2–0      | 3–0          | Partido amistoso                    |
| 2  | 13 de junio de 2021      | Johan Cruyff Arena, Ámsterdam, Países Bajos           | Ucrania   | 2–0      | 3–2          | Eurocopa 2020                       |
| 3  | 8 de junio de 2022       | Cardiff City Stadium, Cardiff, Gales                  | Gales     | 2–1      | 2–1          | Liga de Naciones de la UEFA 2022-23 |
| 4  | 9 de diciembre de 2022   | Estadio Icónico de Lusail, Lusail, Catar              | Argentina | 1–2      | 2–2 (3-4 p.) | Copa Mundial de Fútbol de 2022      |
| 5  | 9 de diciembre de 2022   | Estadio Icónico de Lusail, Lusail, Catar              | Argentina | 2–2      | 2–2 (3-4 p.) | Copa Mundial de Fútbol de 2022      |
| 6  | 7 de septiembre de 2023  | Philips Stadion, Brabante Septentrional, Países Bajos | Grecia    | 3-0      | 3-0          | Clasificación para la Eurocopa 2024 |
| 7  | 10 de septiembre de 2023 | Estadio Aviva, Dublín, Irlanda                        | Irlanda   | 2-1      | 2-1          | Clasificación para la Eurocopa 2024 |
| 8  | 18 de noviembre de 2023  | Ámsterdam Arena, Ámstermdam, Países Bajos             | Irlanda   | 1-0      | 1-0          | Clasificación para la Eurocopa 2024 |
| 9  | 22 de marzo de 2024      | Johan Cruyff Arena, Ámsterdam, Países Bajos           | Escocia   | 3-0      | 4-0          | Partido amistoso                    |
| 10 | 6 de junio de 2024       | Feyenoord Stadium, Róterdam, Países Bajos             | Canadá    | 3-0      | 4-0          | Partido amistoso                    |
| 11 | 10 de junio de 2024      | Feyenoord Stadium, Róterdam, Países Bajos             | Islandia  | 4-0      | 4-0          | Partido amistoso                    |
| 12 | 16 de junio de 2024      | Volksparkstadion, Hamburgo, Alemania                  | Polonia   | 2-1      | 2-1          | Eurocopa 2024                       |

## Estadísticas

### Clubes
Actualizado al último partido disputado el 2 de noviembre de 2024.
| Club                               | Div.          | Temporada     | Liga  | Liga  | Liga   | Copas nacionales | Copas nacionales | Copas nacionales | Copas internacionales | Copas internacionales | Copas internacionales | Total | Total | Total  |
| Club                               | Div.          | Temporada     | Part. | Goles | Asist. | Part.            | Goles            | Asist.           | Part.                 | Goles                 | Asist.                | Part. | Goles | Asist. |
| ---------------------------------- | ------------- | ------------- | ----- | ----- | ------ | ---------------- | ---------------- | ---------------- | --------------------- | --------------------- | --------------------- | ----- | ----- | ------ |
| F. C. Emmen · Países Bajos         | 2.ª           | 2012-13       | 28    | 8     | 0      | 2                | 0                | 0                | —                     | —                     | —                     | 30    | 8     | 0      |
| F. C. Emmen · Países Bajos         | 2.ª           | 2013-14       | 34    | 12    | 0      | 2                | 1                | 0                | —                     | —                     | —                     | 36    | 13    | 0      |
| F. C. Emmen · Países Bajos         | Total club    | Total club    | 62    | 20    | 0      | 4                | 1                | 0                | 0                     | 0                     | 0                     | 66    | 21    | 0      |
| Heracles Almelo · Países Bajos     | 1.ª           | 2014-15       | 31    | 8     | 6      | 3                | 1                | 0                | —                     | —                     | —                     | 34    | 9     | 6      |
| Heracles Almelo · Países Bajos     | 1.ª           | 2015-16       | 37    | 14    | 0      | 2                | 1                | 0                | —                     | —                     | —                     | 39    | 15    | 0      |
| Heracles Almelo · Países Bajos     | Total club    | Total club    | 68    | 22    | 6      | 5                | 2                | 0                | 0                     | 0                     | 0                     | 73    | 24    | 6      |
| AZ Alkmaar · Países Bajos          | 1.ª           | 2016-17       | 33    | 17    | 3      | 4                | 0                | 0                | 12                    | 1                     | 1                     | 49    | 18    | 4      |
| AZ Alkmaar · Países Bajos          | 1.ª           | 2017-18       | 31    | 18    | 6      | 6                | 9                | 3                | —                     | —                     | —                     | 37    | 27    | 9      |
| AZ Alkmaar · Países Bajos          | Total club    | Total club    | 64    | 35    | 9      | 10               | 9                | 3                | 12                    | 1                     | 1                     | 86    | 45    | 13     |
| VfL Wolfsburgo · Alemania          | 1.ª           | 2018-19       | 34    | 17    | 7      | 2                | 1                | 0                | —                     | —                     | —                     | 36    | 18    | 7      |
| VfL Wolfsburgo · Alemania          | 1.ª           | 2019-20       | 32    | 16    | 3      | 2                | 2                | 0                | 9                     | 2                     | 2                     | 43    | 20    | 5      |
| VfL Wolfsburgo · Alemania          | 1.ª           | 2020-21       | 34    | 20    | 8      | 4                | 3                | 0                | 3                     | 2                     | 0                     | 41    | 25    | 8      |
| VfL Wolfsburgo · Alemania          | 1.ª           | 2021-22       | 18    | 6     | 1      | 1                | 1                | 0                | 5                     | 0                     | 0                     | 24    | 7     | 1      |
| VfL Wolfsburgo · Alemania          | Total club    | Total club    | 118   | 59    | 19     | 9                | 7                | 0                | 17                    | 4                     | 2                     | 144   | 70    | 21     |
| Burnley F. C. Inglaterra           | 1.ª           | 2021-22       | 20    | 2     | 3      | 0                | 0                | 0                | —                     | —                     | —                     | 20    | 2     | 3      |
| Beşiktaş J. K. Turquía             | 1.ª           | 2022-23       | 16    | 8     | 4      | 2                | 1                | 0                | —                     | —                     | —                     | 18    | 9     | 4      |
| Beşiktaş J. K. Turquía             | Total club    | Total club    | 16    | 8     | 4      | 2                | 1                | 0                | 0                     | 0                     | 0                     | 18    | 9     | 4      |
| Manchester United F. C. Inglaterra | 1.ª           | 2022-23       | 17    | 0     | 1      | 8                | 1                | 1                | 6                     | 1                     | 0                     | 31    | 2     | 2      |
| Manchester United F. C. Inglaterra | Total club    | Total club    | 17    | 0     | 1      | 8                | 1                | 1                | 6                     | 1                     | 0                     | 31    | 2     | 2      |
| TSG 1899 Hoffenheim · Alemania     | 1.ª           | 2023-24       | 28    | 7     | 3      | 2                | 0                | 1                | —                     | —                     | —                     | 30    | 7     | 4      |
| TSG 1899 Hoffenheim · Alemania     | Total club    | Total club    | 28    | 7     | 3      | 2                | 0                | 1                | 0                     | 0                     | 0                     | 30    | 7     | 4      |
| Burnley F. C. Inglaterra           | 2.ª           | 2024-25       | 2     | 0     | 0      | —                | —                | —                | —                     | —                     | —                     | 2     | 0     | 0      |
| Burnley F. C. Inglaterra           | Total club    | Total club    | 22    | 2     | 3      | 0                | 0                | 0                | 0                     | 0                     | 0                     | 22    | 2     | 3      |
| Ajax de Ámsterdam · Países Bajos   | 1.ª           | 2024-25       | 6     | 3     | 1      | 0                | 0                | 0                | 2                     | 1                     | 0                     | 8     | 4     | 1      |
| Ajax de Ámsterdam · Países Bajos   | Total club    | Total club    | 6     | 3     | 1      | 0                | 0                | 0                | 2                     | 1                     | 0                     | 8     | 4     | 1      |
| Total carrera                      | Total carrera | Total carrera | 401   | 156   | 46     | 40               | 21               | 5                | 37                    | 7                     | 3                     | 478   | 184   | 54     |

## Palmarés

### Títulos nacionales
| Título          | Club                    | País       | Año  |
| --------------- | ----------------------- | ---------- | ---- |
| Copa de la Liga | Manchester United F. C. | Inglaterra | 2023 |